# Tetramesa cereipes
Tetramesa cereipes is een vliesvleugelig insect uit de familie Eurytomidae. De wetenschappelijke naam is voor het eerst geldig gepubliceerd in 1955 door Erdös.